# Гуров, Николай Никонорович
Никола́й Никоно́рович Гу́ров (1922—1997) — гвардии старшина Советской Армии, участник Великой Отечественной войны, Герой Советского Союза (1945).

## Биография
Николай Гуров родился 9 декабря 1922 года в деревне Зверниха (ныне — Островский район Костромской области) в крестьянской семье. Русский. Окончил девять классов школы, после чего работал на бумажной фабрике в посёлке Александровское Семёновского района Ивановской области. В октябре 1941 года Гуров был призван на службу в Рабоче-крестьянскую Красную Армию. Принимал участие в боях на Волховском, Сталинградском, Воронежском и 1-м Украинском фронтах. К апрелю 1945 года гвардии старший сержант Николай Гуров был помощником командира взвода автоматчиков разведроты 22-й гвардейской мотострелковой бригады 6-го гвардейского танкового корпуса 3-й гвардейской танковой армии 1-го Украинского фронта. Отличился во время Берлинской операции.
16 апреля 1945 года Гуров во главе разведгруппы переправился через реку Нейсе в районе населённого пункта Гросс-Бадемейзель к юго-востоку от Форста. Группа обнаружила вражеские огневые точки и узлы обороны, а затем передали эти данные командованию. В дальнейшем Гуров одним из первых ворвался в город Фетшау. Также отличился во время форсирования канала Тельтов.
Указом Президиума Верховного Совета СССР от 27 июня 1945 года за «мужество и героизм, проявленные в Берлинской операции» гвардии старший сержант Николай Гуров был удостоен высокого звания Героя Советского Союза с вручением ордена Ленина и медали «Золотая Звезда» за номером 7854.
Всего же за время войны группа Гурова уничтожила 80 автомашин, 18 бронетранспортёров, около 350 вражеских солдат и офицеров, захватила 98 «языков», 13 из которых — офицеры, в том числе четыре полковника и один генерал. В ноябре 1946 года в звании старшины Гуров был демобилизован. Проживал в Ленинграде, работал сначала на бумажной фабрике имени Володарского, затем в одной из строительных организаций. Умер 25 мая 1997 года. Похоронен на кладбище посёлка Ковалёво Ленинградской области.
Был также награждён орденом Отечественной войны 1-й степени, двумя орденами Красной Звезды, рядом медалей.